# Медер (Бавария)
Медер (нем. Meeder) — община в Германии, в федеральной земле Бавария.
Подчиняется административному округу Верхняя Франкония. Входит в состав района Кобург. Население составляет 3859 человек (на 31 декабря 2010 года).

## География
Занимает площадь 79,59 км².

## Население
По оценке на 31 декабря 2015 года население общины Медер составляет 3695 чел. 

| Дата      | 1840 | 1871 | 1900 | 1925 | 1939 | 1950 | 1961 | 1970 | 1987 | 2011 |
| --------- | ---- | ---- | ---- | ---- | ---- | ---- | ---- | ---- | ---- | ---- |
| Население | 3070 | 3302 | 2980 | 3054 | 2915 | 4523 | 3754 | 3751 | 3546 | 3822 |

| Год       | 1960 | 1970 | 1980 | 1990 | 2000 | 2009 | 2010 | 2011 | 2012 | 2013 | 2014 | 2015 |
| --------- | ---- | ---- | ---- | ---- | ---- | ---- | ---- | ---- | ---- | ---- | ---- | ---- |
| Население | 3752 | 3761 | 3533 | 3674 | 4155 | 3869 | 3859 | 3807 | 3764 | 3730 | 3730 | 3695 |

## Административное деление
Коммуна подразделяется на 15 сельских округов.

## Фотографии

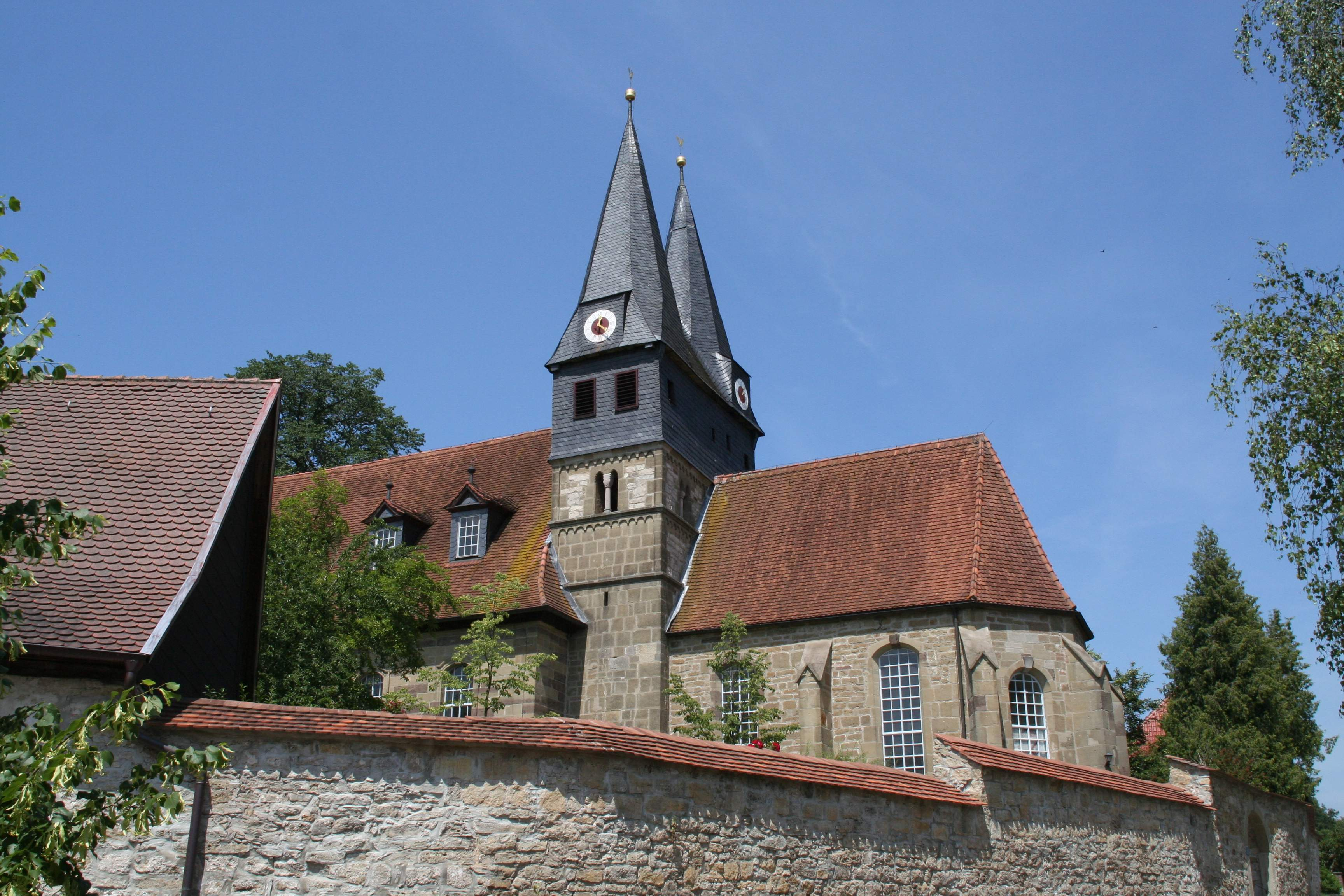
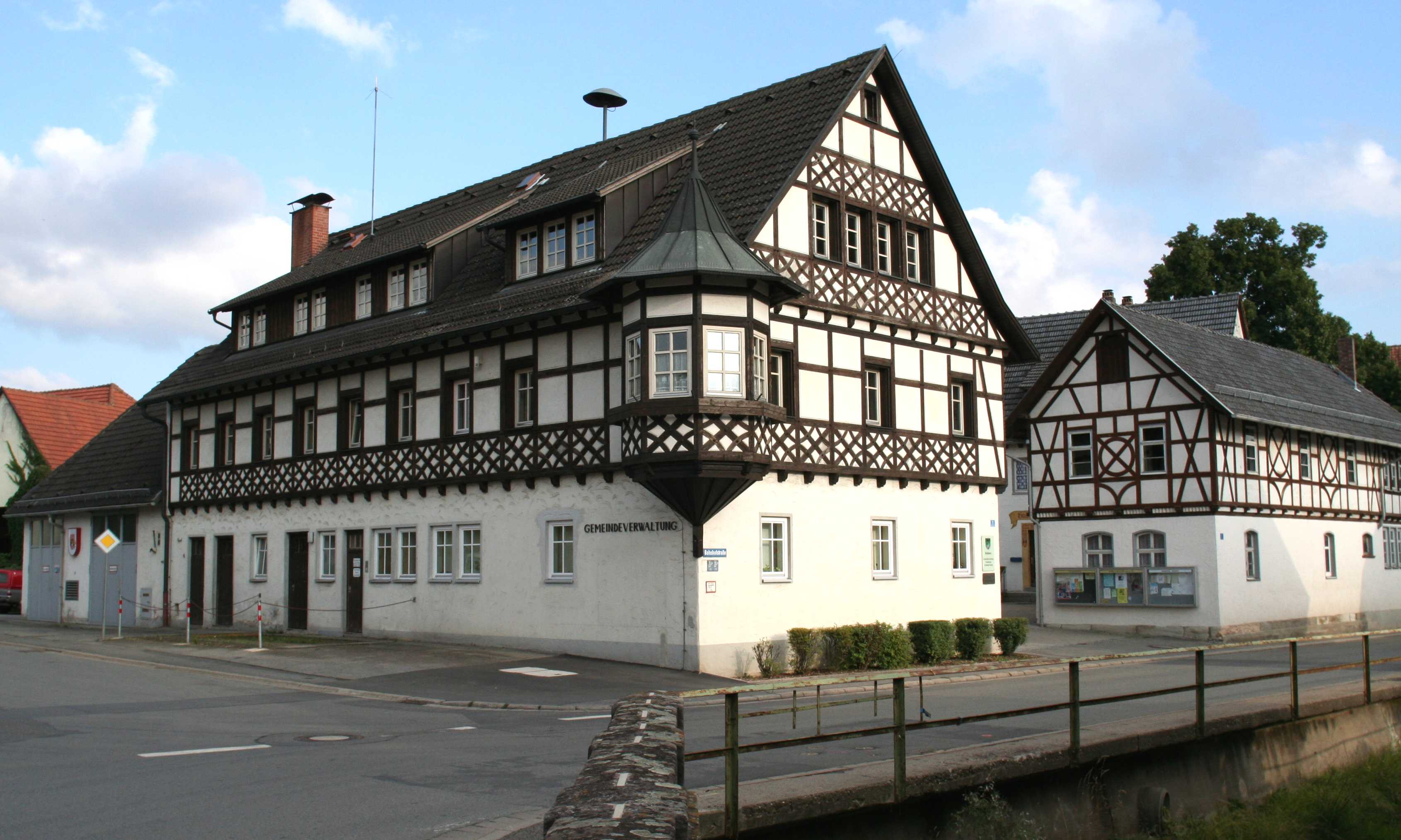
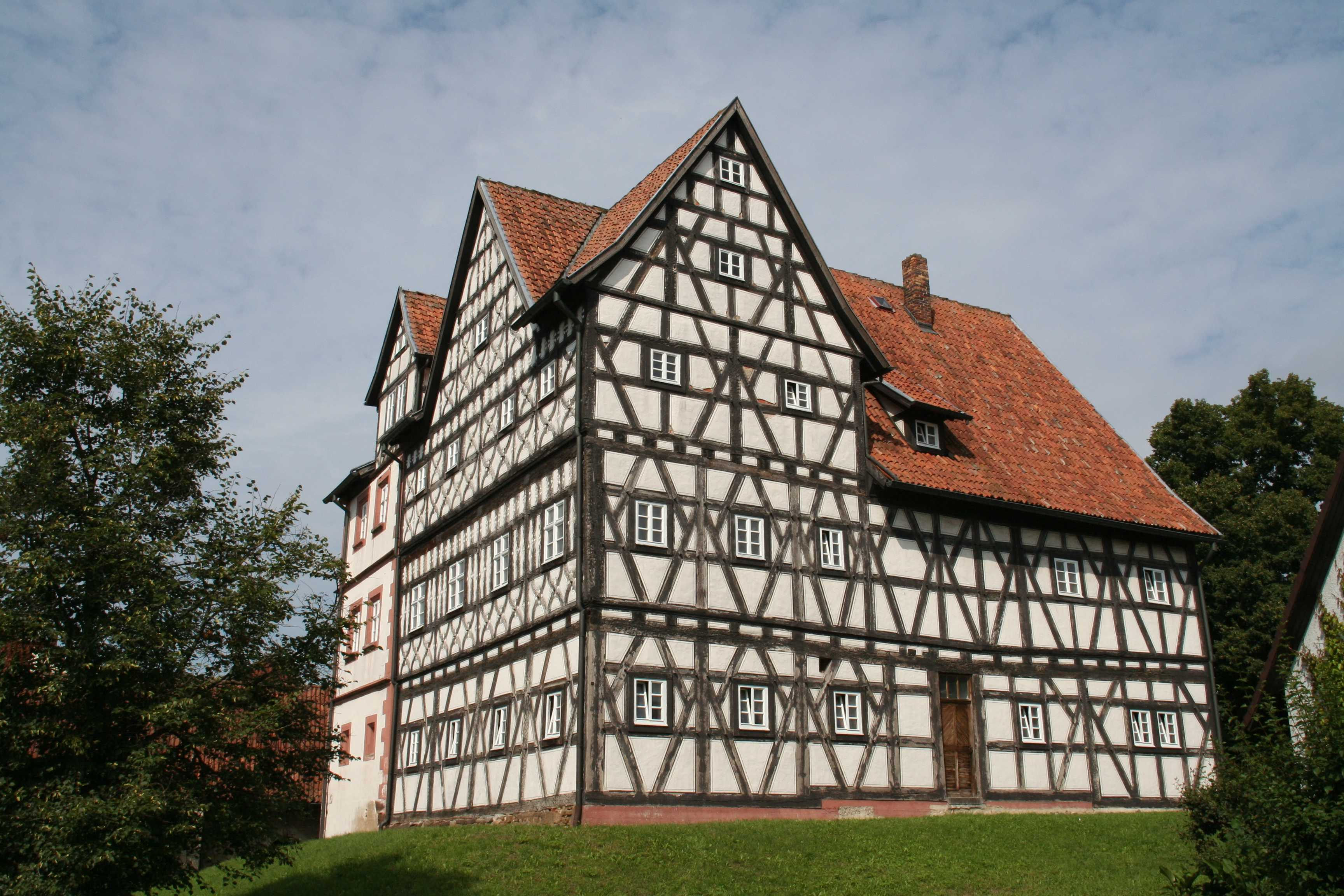
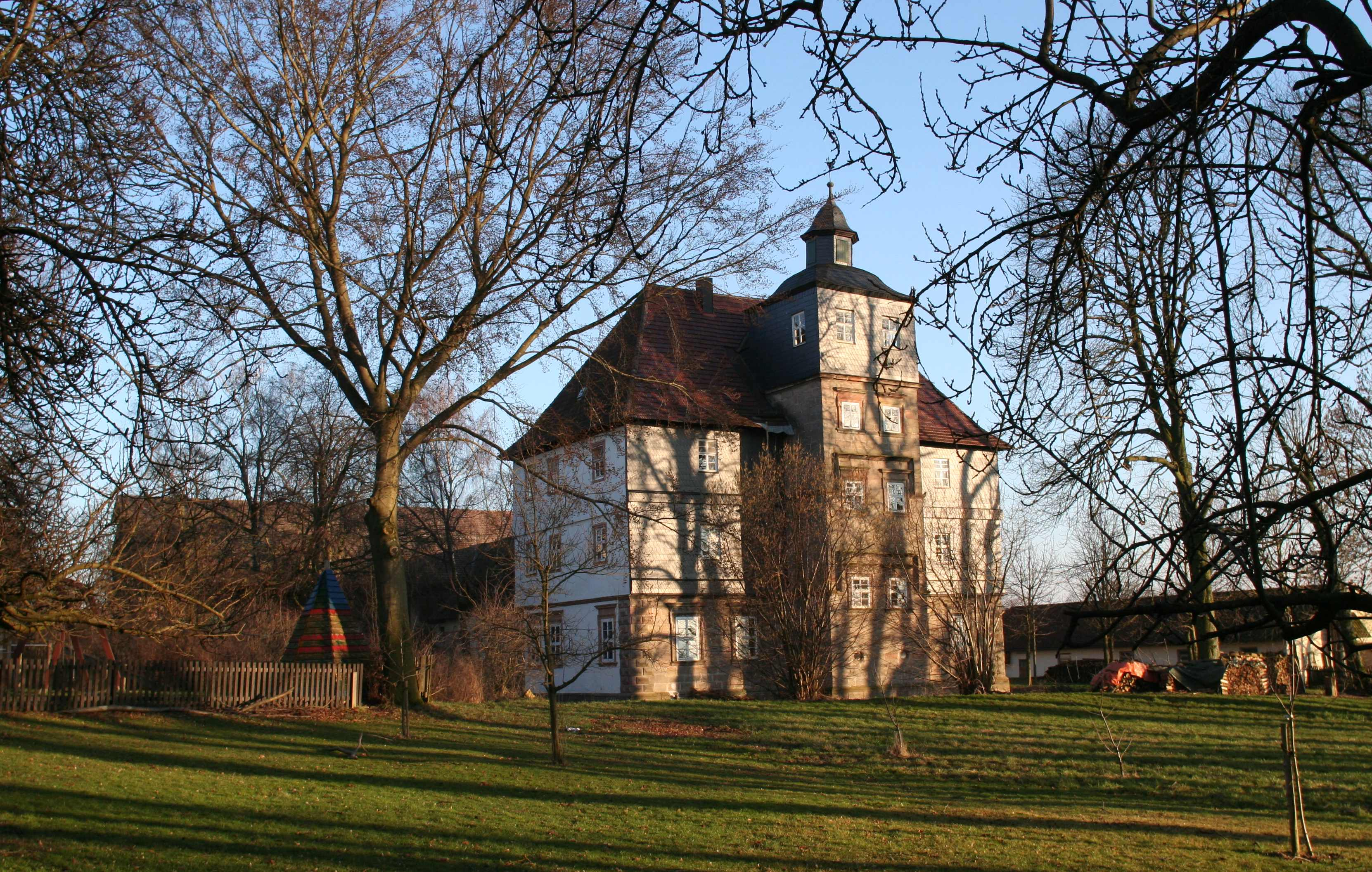